# Congrés Internacional de Matemàtiques
El Congrés Internacional de Matemàtiques de 1893 va ser un esdeveniment que va tenir lloc abans del Congrés Internacional de Matemàtics. Va tenir lloc del 21 d'agost al 26 d'agost de 1893 a Chicago. Es va celebrar en relació amb l'Exposició Mundial de Columbia.
No es considera part del Congrés Internacional de Matemàtics perquè 41 dels 45 participants eren dels Estats Units. El matemàtic Felix Klein va portar articles de matemàtics alemanys, francesos, austríacs, italians i suïssos per publicar-los a les Actes del Congrés.

## Fons
Felix Klein va pronunciar el discurs d'obertura al Congrés Internacional de Matemàtiques. El discurs es va anomenar "L'estat actual de les matemàtiques" i contenia un "manifest" per als futurs matemàtics de la cooperació internacional.
Felix Klein era un gran creient en la col·laboració internacional en matemàtiques. Georg Cantor, els esforços del qual van portar a la fundació de la Societat Alemanya de Matemàtiques, creia en el mateix. Els seus objectius eren els mateixos, però tots dos estaven motivats per motius personals diferents. Georg Cantor va sentir que els seus col·legues propers criticaven injustament el seu treball, així que volia una plataforma més gran per promoure les seves idees. Felix Klein tenia idees sòlides sobre l'educació matemàtica i la investigació matemàtica, i era un gran organitzador que volia veure les seves idees en un escenari més gran.